# NKX2-6
NKX2-6 (англ. NK2 homeobox 6) – білок, який кодується однойменним геном, розташованим у людей на 8-й хромосомі. Довжина поліпептидного ланцюга білка становить 301 амінокислот, а молекулярна маса — 32 121.
| 10         |  | 20         |  | 30         |  | 40         |  | 50         |
| ---------- |  | ---------- |  | ---------- |  | ---------- |  | ---------- |
| MLLSPVTSTP |  | FSVKDILRLE |  | RERSCPAASP |  | HPRVRKSPEN |  | FQYLRMDAEP |
| RGSEVHNAGG |  | GGGDRKLDGS |  | EPPGGPCEAV |  | LEMDAERMGE |  | PQPGLNAASP |
| LGGGTRVPER |  | GVGNSGDSVR |  | GGRSEQPKAR |  | QRRKPRVLFS |  | QAQVLALERR |
| FKQQRYLSAP |  | EREHLASALQ |  | LTSTQVKIWF |  | QNRRYKCKRQ |  | RQDKSLELAG |
| HPLTPRRVAV |  | PVLVRDGKPC |  | LGPGPGAPAF |  | PSPYSAAVSP |  | YSCYGGYSGA |
| PYGAGYGTCY |  | AGAPSGPAPH |  | TPLASAGFGH |  | GGQNATPQGH |  | LAATLQGVRA |
| W          |  |            |  |            |  |            |  |            |

A: Аланін

C: Цистеїн

D: Аспарагінова кислота

E: Глутамінова кислота

F: Фенілаланін

G: Гліцин

H: Гістидин

I: Ізолейцин

K: Лізин

L: Лейцин

M: Метіонін

N: Аспарагін

P: Пролін

Q: Глутамін

R: Аргінін

S: Серин

T: Треонін

V: Валін

W: Триптофан

Кодований геном білок за функціями належить до активаторів, білків розвитку. 
Задіяний у таких біологічних процесах, як транскрипція, регуляція транскрипції. 
Білок має сайт для зв'язування з ДНК. 
Локалізований у ядрі.